# Simone de' Prodenzani
Simone de' Prodenzani (Orvieto, 1351 – 1438) è stato un poeta e letterato italiano.

## Biografia
Discendente da una nobile famiglia dell'Umbria, precisamente nel minuscolo borgo di Prodo, da cui il cognome Prodenzani.
Ricoprì ad Orvieto importanti cariche pubbliche. 
Le sue due opere principali; il Saporetto composto di sonetti, in cui tratta dei costumi borghesi dell'epoca; il Sollazzo, composto di diciotto ballate, serie di racconti in cui narra in modo vivace storie popolari. Pubblicati per la prima volta da Santorre Debenedetti nel 1915.